# Elli Suokas
Elina Elli Suokas-Steinback, född 22 november 1893 i Viborg, död 31 januari 1931 i Detroit, var en finländsk-amerikansk operasångerska (sopran) och operettskådespelare. 
Suokas började sin karriär som skådespelare i Helsingfors och avancerade i början av 1910-talet till konsertsångerska och sedermera till operasångerska. Hennes egentliga genombrott ägde rum 1913, då hon utexaminerades från Helsingfors musikinstitut och gav en debutkonsert i Helsingfors. Därefter genomförde hon landsomfattande turnéer, både som soloartist och som skådespelare vid teater- och operagrupper. 1915 emigrerade hon till USA, där hon fortsatte uppträda och gjorde ett antal skivinspelningar. Fram till 1923 var hon den enda finländska sångerskan som gjorde skivinspelningar i USA. Suokas var också politiskt aktiv och en känd förkämpe i kvinnosaksfrågor i både Finland och USA.

## Biografi

### Karriär i Finland
Suokas var dotter till Antti Juho Tolvanen och Ida Karolina Lindvall. Fadern var tryckeriarbetare vid tidningen Viipurin Sanomat. Familjen flyttade sedermera till Helsingfors, där fadern tog anställning vid Helsingin Sanomat.
Efter flickskolan blev Suokas elev vid Finlands nationalteaters elevskola och medverkade redan 1909 i en pjäs av Ludwig Fulda som sattes upp på Kansan Näyttämö i Helsingfors. Som elev vid Nationalteatern var hon i december 1911 med om att sätta upp Gustav von Mosers Das Stiftungsfest, i vilken huvudrollerna innehades av Reino Volanen och Arvo Ahti. Suokas fick en mer undanskymd plats i föreställningen, vilket gjorde att hennes utförande blev mindre lyckat. Två månader tidigare fick Suokas rollen som Eljse i Herman Heijermans' Kattenglieder, som sattes upp av Nationalteaterns reella skådespelartrupp, och för sin insats där fick hon bra omdömen.
Som sångerska började Suokas uppträda 1911. En av de första framträdandena var vid en av Evert Suonios föreställningar med ungerska folkvisor i april 1911. Året därpå medverkade hon i Nationalteaterns elevskolas recitation- och sångföreställning, där hon först reciterade Johan Ludvig Runebergs Soldatgossen och sedan sjöng ett parti ur en pjäs av Theodor Hauptner. Visserligen, menade recensionerna, var hennes röst då ung och ofullständig, men vacker och utförandena var väl gjorda. Efter att hon utexaminerats från Nationalteaterns elevskola 1912, anställdes hon och klasskamraterna Annie Mörk och Reino Volanen vid Kansan Näyttämö. Några av eleverna, inklusive Suokas, företog efter examinationen på våren 1912 en längre turné till östra Finland och satte upp pjäser av Jalmari Finne och Arthur Schnitzler. Turnén passerade bland annat Lahtis, Jämsä, Jyväskylä och Kangasala. 1913 anslöt hon sig till Finska landsortsteatern.
I början av 1913 blev Suokas, Alfred Hiilimies, Armas Maasalo och Hilja Vilkko elever till operasångaren och sångpedagogen Abraham Ojanperä. Under utbildningstiden gav Ojanperä konserter tillsammans med sina elever, bland annat i samband med påskkonserterna i Johanneskyrkan i mars månad. Under sommaren gav Suokas flera solokonserter och i juli uppträdde hon på Ojanperäs hemort Limingo, där hon fick goda recensioner för både sin röst och för sin känsla för mimik och plastik. Studierna hos Ojanperä vid Helsingfors musikinstitut avslutades på hösten 1913 och Suokas gav sin debutkonsert i Helsingfors den 4 november 1913. Ackompanjatör var då Oskar Merikanto. Över lag fick konserten ett gott mottagande; i recensionen i Wiborgs Nyheter stod bland annat: "Till en början var man något tveksam angående fröken Suokas betydelse. Marcellos Quella fiamma sjöngs ej väl och hade tryggt kunnat bortlämnas; åt det hållet peka sångerskans anlag alls icke. Shubert-sångerna lyckades något bättre, men kunde ej ännu väcka något större intresse. Rösten fick här något af en grammofons skärpa och i Der Neugierige en fullkomligt obegriplig nasalklang. Men i Mozart-arian blev det klart, att det ej var fråga om en alldaglig debutant. /…/ I besittning af en anmärkningsvärd säkerhet i tekniken, lyckades hon överraskande väl med koloraturen. /…/ I de inhemska sångerna presterade sångerskan något alldeles förträffligt. Här var hon ej mera elev, utan en verklig färdig konstnär." Recensenten anmärkte dock på att höjden på rösten var något skarp och att textuttalet inte var fulländat.
1914 fortsatte hon turnera med landsortsteatern och gav flera konserter runtom i Finland. 1913 hade hon anslutit sig till Finska nationaloperan och i april 1914 medverkade hon i operans uppsättning av Orfeo. När Apolloteatern 1915 uppförde sin operettgrupp, ingick Suokas i den. De övriga skådespelarna var Reino Volanen, Theodor Weissman, Sigrid Baltscheffsky, Martta Nisonen, Rafael Ramstedt, Bror Niska, Aapo Similä, Iivari Kainulainen, Dagmar Parmas, Ester Niska, Lydia Niskanen och några andra. Suokas var en av operettens bärande skådespelare; hon spelade ständigt huvudrollen i Glada änkan och gjorde berömvärda insatser i Lyckoflickan. Sommaren 1915 studerade hon sång hos den rysk-svenska operasångerskan Adelaide von Skilondz. Studierna var fördjupande i koloratur, men enligt den samtida mediala kritiken gjorde sig Suokas bättre i enklare lieder. En recensent för Hufvudstadsbladet skrev efter Suokas första konsert efter studierna, i oktober 1915, att rösten hade tappat klang och timbre, att tekniken var slarvig och att textuttalet försämrats sedan sist. Sin sista konsert gav hon den 24 oktober på Helsingfors Folkets hus, ackompanjerad av Emil Kauppi. I november reste hon via Oslo till USA för att under några års tid studera musik i New York. Flytten till USA blev permanent.

### USA

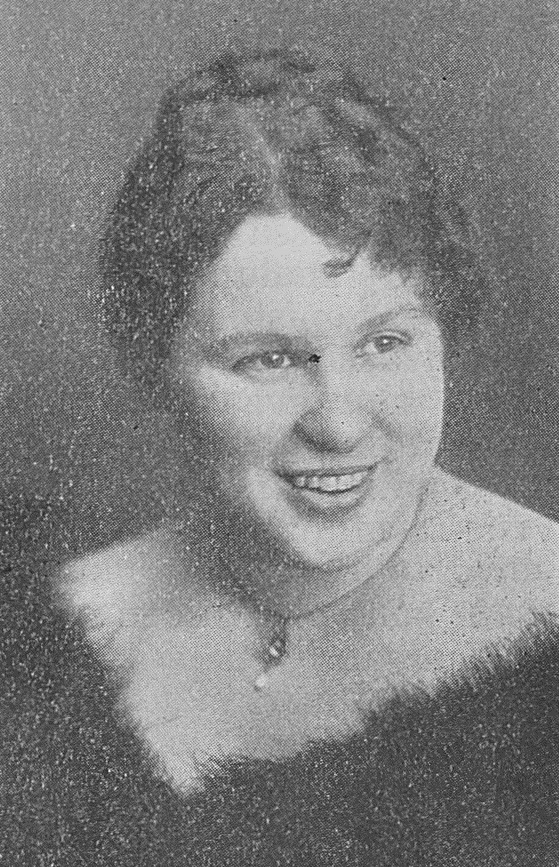
Elli Suokas i USA, bild från cirka 1921.

I New York studerade hon engelska och musik. 1918 gifte hon sig med den norsk-amerikanske tandläkaren Peter E. Steinback, vars förfäder var kväner och härstammade från Finnmarken. Paret flyttade till Hancock, Michigan, där dottern Cecilia Suokas föddes 1923. Parets hem i Hancock och senare i Detroit, dit makarna flyttade ett par år innan Suokas' bortgång, var ofta föremål för musikaliska tillställningar och Suokas tog öppenhjärtigt emot besökare från Finland.
Suokas fortsatte alltjämt att konsertera, bland annat uppträdde hon i februari 1920 på frimurarnas stora konsert i New York. Suokas nådde stor popularitet bland de finländska invandrarna i Hancock med omnejd, inte minst i Michigans kopparbrytningsområden, där åtskilliga av gruvarbetarfamiljerna var finländska. I mars 1929 hölls en operakonsert på den finska mötesplatsen Walo i Ironwood, Michigan, i samband med att operasångaren Wäinö Sola passerade orten under sin Amerikaturné, och Elli Suokas med flera andra amerikafinländska artister deltog på konserten.
Förutom som artist var Suokas politiskt aktiv och en förkämpe i kvinnosaksfrågor; för det fick hon exempelvis under vistelsen i Helsingfors 1925 tillfälle att gästa Kokoomusnaisets distriktsförening. Hon var också medlem av den kvinnopolitiska kulturorganisationen Kalevan Naiset i Brooklyn. 1917 publicerade Kalevan Naisets tidning Kalevainen ett tacktal riktat till Suokas för hennes många uppträdanden för "oss föräldralösa barn, detta lands finländare". I USA var Suokas medlem av ordenssällskapet Order of the Eastern Star och inför presidentvalet 1920 gjorde hon sig känd i amerikafinländska kretsar för sin kamp för kvinnlig rösträtt. Andra finländska artister som drev samma linje under valet var Ernest Paananen, Ida Lovardi samt Wäinö Sola och Ernst Linko, vilka vid tillfället konserterade i USA.
Från och med 1929 var Suokas verksam som sånglärare vid Ganapol School of Musical Arts. Hon avled av blodförgiftning, vilket orsakats av en svår operation, på St. Joseph Mercy Hospital i Detroit 1931.

#### Återbesök i Finland
Första återkomsten till hemlandet var i samband med Finlands första mässa i juli 1920. Då gav hon en konsert i Helsingfors, för vilken hon fick mycket goda recensioner; en recensent för tidningen Uusi Suomi skrev: "Det är synd att fru Suokas hade så liten åhörarskara. Hon är en sångerska, som förtjänar uppmärksamhet". En annan recensent för Hufvudstadsbladet skrev att denna konsert var betydligt bättre än den senaste från 1915 och att hon "slog auditoriet med häpnad". Dessvärre sammanföll Suokas' Finlandsresa med den konsertturné som orkestern Louhi Band, en amerikafinländsk musikgrupp från Monessen, företog den sommaren. Suokas hade innan avresan till Finland bett om att få agera solist för Louhi Band, men det godtogs inte och när Suokas gav sina konserter i Helsingfors, var publiken fåtalig eftersom Louhi Bands föreställningar ägde rum samtidigt och där var salongerna fulla. Rivaliteten mellan Suokas och dirigenten för Louhi Band, Otto E. Peterson, var ett faktum. Peterson hyste aversioner mot Suokas på grund av hennes musikaliska framgångar; dels eftersom Suokas' konserter i Helsingfors organiserades av Sibelius-sällskapet i Monessen, dels för att Suokas i USA inbjöds att göra skivinspelningar, vilket Peterson inte fick.
Suokas' andra och sista återbesök i Finland blev längre och inleddes i januari 1925, då hon gav två konserter med amerikansk musik i Helsingfors. Konsertturnén fortsatte sedan till andra städer och efter konserten i Tammerfors, bedömes hennes röst i pressen vara väl skolad och hon behärskade koloraturen utmärkt. Det ovanliga bestod i att hon framförde verken av Haydn, Rossini och Händel på engelska, vilket den finska publiken var helt ovan vid. I samband med att hon passerade Åbo under sin turné, fick hon tillfälle att ånyo spela titelrollen i Glada änkan vid stadens finska teater. I april samma år ingick hon tillsammans med Gustav Nieminen, Antero Suonio, Tellervo Laurila och ackompanjatören Martti Similä i en turnerade operagrupp och satte upp Ignaz Brülls Das goldene Kreuz i bland annat Helsingfors, Björneborg, Forssa och Toijala.

#### Skivinspelningar
1907 gjordes de första finländska skivorna i USA, då John M. Eriksen sjöng in 20 låtar på grammofon i New York. Därefter var skivproduktionen tämligen låg och kom inte gång på allvar förrän 1910 i samband med att sångaren, tillika cellisten, Juho Koskelo började spela in. Vid tiden för Elli Suokas' inträde på skivmarknaden var Koskelo den dominerande finländska artisten i USA och han gjorde nya inspelningar årligen fram till 1923.
Åren 1916, 1917 och 1920 gjorde Suokas 39 skivinspelningar för skivbolagen Victor och Columbia i New York. Inspelningarna bestod huvudsakligen av folksånger och patriotiska verk. Ackompanjatör till de flesta inspelningar var King's Orchestra, vilken dirigerades av Edward T. King och tidvis av Nat Shilkret. Suokas var den första finländska sångerskan som gjorde skivinspelningar i USA och den enda fram till 1924; enda undantaget är Josefina Mustonen, som tillsammans med maken Sanfrid Mustonen spelade in några duetter 1913.
De amerikafinländska musikkritikerna placerade Suokas som den näst bästa finländska skivartisten i USA, näst efter Juho Koskelo. Hon ansågs haft otur med ackompanjemanget under inspelningarna och att ackompanjatören skenat iväg, vilket påverkade hennes förmåga. Detsamma ansågs gälla många inspelningar av Jean Theslöf, men en kritiker i tidningen Totuus ("Sanningen") menade att Suokas ändå inte hade samma känsla för den inspelade repertoaren som Koskelo hade för sin.
1992 utgavs samlings-CD:n Lauluja lännen kultalasta 1907–1938 som innehåller inspelningar med flera amerikafinländska artister och där Suokas är representerad med en låt.

## Teater

### Roller (ej komplett)
| År   | Roll           | Produktion              | Teater                  |
| ---- | -------------- | ----------------------- | ----------------------- |
| 1912 | Eleonora       | Påsk                    | Finlands nationalteater |
| 1912 | Silja          | Vaihdokas               | Finlands nationalteater |
| 1912 | Dockan         | Dockan                  | Kansan Näyttämö         |
| 1912 | Hilma          | Kallun kestit           | Kansan Näyttämö         |
| 1912 | Elsa           | Az ördög ("Paholainen") | Kansan Näyttämö         |
| 1913 | Erika          | Die siebzehnjährigen    | Kansan Näyttämö         |
| 1913 | Unto           | Kullervo                | Kansan Näyttämö         |
| 1913 | Lilla helgonet | Lilla helgonet          | Finska landsortsteatern |
| 1914 | Eros           | Orfeus                  | Finlands nationalopera  |
| 1925 | Hanna Glavari  | Glada änkan             | Åbo finska teater       |

## Skivinspelningar
| Datum             | Plats    | Sånger | Ackompanjemang   |
| ----------------- | -------- | --- | ---------------- |
| 23 juni 1916      | New York | Ainoa olen talon tyttö En voi sua unhoittaa Käen kukkuessa Pai pai paitaressu Tipu tipu kuuleppas Tuuti mun vauvani | King's Orchestra |
| 27 juni 1916      | New York | Ei taivahan alla Metsän puita tuuli tuudittaa Syystunnelma Taivas on sininen ja valkoinen                           | King's Orchestra |
| 13 september 1916 | New York | Joululaulu Kyyhkynen kylpee Oi sinä korkia kuningasten kuningas Rida, rida ranka Sydämestäni rakastan               | King's Orchestra |
| januari 1917      | New York | Laulu Lapista Pai, pai, paitaressu Sureva Talon tyttö                                                               | okänd orkester   |
| 26 april 1917     | New York | Des Glockenthürmers Töchterlein                                                                                     | okänd orkester   |
| 7 juni 1917       | New York | Isänmaalle Laps' Suomen                                                                                             | King's Orchestra |
| 12 juni 1917      | New York | Balladi "Kaarle Kuninkaan metsästyksestä" Hymni Suomelle                                                            | King's Orchestra |
| 21 juni 1917      | New York | Irmelin Rose Tiroler sind lustig Varpunen                                                                           | King's Orchestra |
| juni 1917         | New York | Erkki paimen Käen kukkuessa Mirjamin laulu Varpunen jouluaamuna                                                     | okänd orkester   |
| 9 augusti 1917    | New York | Rannalla istuja Schweizerland                                                                                       | King's Orchestra |
| 26 december 1917  | New York | Iloa ja surua Kullan ylistys                                                                                        | King's Orchestra |
| september 1920    | New York | Hei, henttuni sinisillä silmillä Laulu tulipunaisesta kukasta Lintuselle Venehessä vetten päällä                    | okänd orkester   |